# Galleta con pepitas de chocolate
Una galleta con pepitas de chocolate o con chispas de chocolate es una galleta de origen estadounidense con pepitas de chocolate como ingrediente distintivo. La receta tradicional combina una masa a base de mantequilla y azúcar moreno o blanco con pepitas de chocolate semidulces.
Las variaciones incluyen recetas con otros tipos de chocolate o ingredientes adicionales, como nueces o avena.

## Historia
La galleta con pepitas de chocolate fue desarrollada por Ruth Graves Wakefield en 1930. Ella era propietaria de Toll House Inn en Whitman (Massachusetts), un restaurante muy popular que contaba con comida rápida en la década de 1930. La popularidad del restaurante no era solo debida a sus comidas con un estilo casero; su política consistía en obsequiar a los comensales con una ración extra para que se la llevaran a su casa y la sirvieran para postre. Su libro de cocina, Toll House Tried and True Recipes, fue publicado en 1936 por M. Barrows & Company, Nueva York. Incluía la receta «Toll House Chocolate Crunch Cookie», que rápidamente se convirtió en un alimento horneado en los hogares estadounidenses.

## Variantes
- La galleta M&M's reemplaza las pepitas de chocolate con M&M's. Esta receta utilizaba grasa, pero se ha dicho que ahora utiliza mantequilla.[1]
- La galleta con pepitas de chocolate utiliza una masa que es chocolate saborizado con la adición de cacao o chocolate derretido.[2] Variaciones en esta galleta incluyen reemplazar las pepitas de chocolate con chocolate blanco o mantequilla de cacahuete.[3][4]